# Orde van de Ram
De Orde van de Ram (Frans: Ordre du Belier) werd op 2 mei 1966 gesticht en is verbonden aan de indertijd almachtige regeringspartij Parti Democratique de Côte d'Ivoire. De ridderorde heeft de gebruikelijke vijf graden. Er is ook een Grootmeester.

## Graden
- Grootkruis
- Grootofficier
- Commandeur
- Officier
- Ridder

## Symbolen
De ram is het symbool van de partij en op het kleinood, een gouden kruis pattée met diagonaal geplaatste groene takken tussen de armen. Op de groen geëmailleerde ring staat "ORDRE DU BELIER PDCI RDA". In het medaillon staat een gouden ramskop.
Het lint is groen met een brede centrale witte streep en smalle witte strepen langs de rand.

## Bekende drager
- Philippe Yacé, (Grootofficier)